# Änglametspösläktet
Änglametspösläktet (Dierama) är ett släkte i familjen irisväxter med cirka 43 arter från södra Afrika. 